# 疋田由香里
疋田 由香里（ひきだ ゆかり、9月13日 - ）は、日本の女性声優、ナレーター。大阪府出身。青二プロダクション所属。

## 来歴
神戸市外国語大学ロシア学科卒業。青二塾大阪校12期生。
青二塾を卒塾したときは、まだ大学在学中であったため青二塾大阪校預かりとなる。1年後、青二プロダクションに所属。青二塾大阪校預かりとなっているときに、ラジオ関西（AM KOBE）のラジオ番組を渡辺武彦と共に担当する。

## 人物
声優活動のほか、同期の声優である小松里歌と共に声優ユニット「ゆかりりか」として、歌や絵本の読み聞かせなどの活動も行なっている。
資格・免許は英検準2級、ボディセラピスト資格。
趣味は歌うよみきかせ・朗読活動、プロ野球・競馬観戦、楽器。特技はリフレクソロジー、歌、二胡。
方言は関西弁。

## 出演

### テレビアニメ
1998年
- ゲゲゲの鬼太郎 (テレビアニメ第4シリーズ)（女子学生B）
- ドクタースランプ（猫C、生徒(1)）

1999年
- まもって守護月天!（瓠瓜）
- ONE PIECE（リリカ〈リカの母〉）

2000年
- 勝負師伝説　哲也（ダンチ〈少年時代〉）
- 女神候補生（リペアラーB）

2002年
- Kanon（第1作）（ウェイトレス）
- ベイベーばあちゃん（間亜紀）

2003年
- ソニックX（2003年 - 2004年、トパーズ、ヘレンのママ、ジミー）

2004年
- 爆裂天使（子供C）

2005年
- エンジェル・ハート（サヨコ）

2008年
- 西洋骨董洋菓子店〜アンティーク〜（家政婦）

2011年
- ちびまる子ちゃん（2011年 - 2023年、まゆみちゃん、女の子A、悪ガキA、藤原、おばあさん）

2014年
- くつだる。（2014年 - 2015年、だるだるくつした）

2018年
- 爆釣バーハンター（2018年 - 2019年、アユの友人）

### 劇場アニメ
- ジョゼと虎と魚たち（2020年）
- 名探偵コナン ハロウィンの花嫁（2022年、レポーター）

### OVA
- サクラ大戦 ニューヨーク・紐育（2007年、フェイ）

### Webアニメ
- ブラック・ジャック（2001年、母、椎竹夫人）

### ゲーム
1999年
- ルームメイトW 〜ふたり〜（山口優子）

2002年
- Thread Colors〜さよならの向こう側〜（当麻美津子）

2003年
- 夏夢夜話（アリス）

2007年
- 戦国無双KATANA（ナレーション）
- BLADESTORM 百年戦争（カレン）

2008年
- 戦場のヴァルキュリア（女性オペレーター）

2013年
- アニマロッタ2（ナレーション）

### ドラマCD
- 成恵の世界（天乃川宇宙）
- テイルズ オブ ファンタジア CHAPTER.3（カリオン）
- テイルズ オブ デスティニー PROUST -FORGOTTEN CHRONICLE
- 無宿浪人キバ吉（桜）
- 女神異聞録ペルソナ Vol.1（マークの母）

### 吹き替え
- ONE PIECE（2023年、リリカ）

### 特撮
- 忍風戦隊ハリケンジャー（2002年、呪扇獣マドーギの声）

### ラジオ
- AM KOBE:水曜イケてるリクエスト（パーソナリティ）

### ナレーション
- 賢者の選択
- ちい散歩（「いいものさがし ちい散歩くらぶ」コーナー）
- 若大将のゆうゆう散歩（「いいものさがし」コーナー）
- 超V.I.P.
- ニッポン旅×旅ショー
- やじうまプラス
- ロンドンハーツ
- 笑う犬の情熱
- Asia Navi（旅チャンネル）
- 宮崎美子のすずらん本屋堂
- クレヨンしんちゃん ガチンコ!逆襲のロボとーちゃん しんちゃん最新映画はガチンコだゾSP
- FNS地球特捜隊ダイバスター（ナレーター）

### 舞台
2024年
- 松竹新喜劇 裏十八番の内 鼓